# Наталија Естемирова
Наталија Хусајновна Естемирова (рус. Натальа Хусаиновна Есемирова; 28. фебруара 1958 – 15. јула 2009) била је руска активисткиња за људска права и чланица одбора руске организације за људска права Меморијал. Естемирову су непознате особе отеле 15. јула 2009. око 8:30 ујутро из њеног дома у Грозном у Чеченији, док је радила на „изузетно осетљивим“ случајевима кршења људских права у Чеченији. Два сведока су тврдила да су видели како су Естемирову убацилиу аутомобил. Њени остаци су пронађени са ранама од метка у пределу главе и грудног коша у 16.30 сати. у шуми удаљеној 100 метара (330 стопа) од савезног пута „Кавказ“ у близини села Гази-Јурт, Ингушетија.

## Биографија
Рођена у Камишлову, Свердловска област од родитеља Руса и Чечена, Естемирова је дипломирала историју на Универзитету Грозни и предавала историју у локалној средњој школи до 1998. 1991. године радила је као дописница локалних новина The Voice и The Worker of Grozny. Док је радила на телевизији у Грозном, снимила је тринаест кратких документарних филмова о жртвама руске казнене праксе. Учествовала је у Организацији затвореника филтрационих логора као прес секретар. Удовица чеченског полицајца, прикупљала је доказе о кршењу људских права од почетка Другог чеченског рата 1999. године, остављајући ћерку у Јекатеринбургу код рођака. 2000. године постала је представник Меморијалног центра за људска права у родном Грозном. Посетила је многе болнице у Чеченији и Ингушетији, правећи стотине фотографија деце жртава рата.
Естемирова је била чести сарадник независних московских новина Novaya Gazeta и кавкаске веб странице Kavkazsky Uzel.
Естемирова је награду за право на живот добила као представница Меморијала на свечаности у згради шведског парламента 2004. године. Заједно са Сергејем Коваљевим, председавајућим Меморијала, Група Европске народне партије 2005. године одликовала ју је медаљом Роберта Шумана. У октобру 2007. додељена јој је прва награда Ана Политковскаја, одајући почаст храбрим женама бранитељицама људских права из рата и сукоба, које говоре у име жртава, често под великим личним ризиком. Награда Ана Политковскаја додељује се сваке године у част сећања на руску истраживачку новинарку Ану Политковску на годишњицу њеног убиства 7. октобра 2006. године. Естемирова је сарађивала са истраживачком новинарком Аном Политковскајом и адвокатом за људска права Станиславом Маркеловим, који су такође убијени, 2006., односно 2009. године.

## Атентат
Естемирова је отета 15. јула 2009. године из њеног дома у Грозном, Чеченија. Према Тањи Локшини из московске канцеларије Human Rights Watch, непознате особе отеле су Естемирову у близини њене куће у Грозном око 8:30 ујутру. Њене колеге су подигле узбуну када није дошла на планирани састанак. Два сведока су наводно видела како су Естемирову гурнули у аутомобил уз повике да је отета. Локшина је рекла да је Естемирова отета док је радила на "изузетно осетљивим" случајевима кршења људских права у Чеченији. Локшина је рекла да је била мета за њене професионалне активности. Human Rights Watch тражио је од Кремља и Рамзана Кадирова да се Естемирова безбедно врати кући.
Владимир Маркин, секретар за штампу истражног комитета генералног тужиоца Русије, рекао је да је у 16.30 пронађено тело жене са ранама од метка у главу и грудни кош, у шуми удаљеној 100 м од савезног пута „Кавказ“ у близини села Гази-Јурт, Ингушетија. Истражитељи су у торбици жене пронашли предмете који су припадали Естемировој. Ти предмети били су пасош, лична карта чеченског стручњака за комесара за људска права Русије и мандат јавног комитета за надзор казненог завода.

## Сахрана
Естемирова је „сахрањена у складу са исламском традицијом пре заласка сунца у четвртак, на гробљу у свом селу Кошкелди, у чеченском округу Гудермес“.
Око 150 људи присуствовало је бдењју које је одржано на московском Пушкиновом тргу око девет дана након убиства, пратећи руску православну традицију.

## Одговор
ББЦ-јев Rupert Wingfield-Hayes, стациониран у Москви, известио је да је Естемирова била ангажована на „веома важном и опасном послу“ истражујући стотине случајева наводне отмице, мучења и вансудских убистава руских владиних трупа или паравојних формација у Чеченији.
Руски председник Дмитриј Медведев изразио је „негодовање“ због убиства и наложио истрагу највишег нивоа. Говорећи у Немачкој у време њене сахране, одао јој је почаст и поново обећао темељну истрагу. Рекао је да му је „очигледно“ да је њено убиство повезано са њеним професионалним радом.
Меморијал је тврдио да је за то крив „државни терор“, називајући убиство „вансудским погубљењем“ од стране одреда смрти подржаних од владе. Председавајући Меморијала Олег Орлов рекао је да је Рамзан Кадиров претио Наталији. Орлов је у изјави рекао: „Знам, сигуран сам ко је крив за убиство Наталијеве Естемирове, сви га знамо. Зове се Рамзан Кадиров.“  Према Орлову, мало пре убиства Кадиров је отворену претњу за њу рекавши: "Да, моје руке су до лаката у крви. И тога се не стидим. Убио сам и убићу зле људе". Кадиров је негирао било какву умешаност и обећао да ће лично истражити убиство. Осудио је убице, рекавши да "морају бити кажњени као најокрутнији криминалци".
У јануару 2010. године, Рамзан Кадиров је у интервјуу за РТ оптужио Бориса Березовског за убиство Естемирове.
Медведев је одговорио на оптужбу рекавши да је време злочина, дан пре његовог путовања у Немачку на разговоре с канцеларком Ангелом Меркел, провокација чији је циљ да изнедре „најпримитивније теорије и оне најнепријатније држави“. Меркелова је рекла да је у разговорима са Медведевим изразила своје "негодовање" због убиства "и јасно ставила до знања да се мора учинити све да се овај злочин реши".
Организација за људска права са седиштем у Шведској назвала је пројекат Наталија по Естемировој. Пројекат Наталија је алармни систем и систем позиционирања за угрожене бранитеље људских права.

## Истрага
У фебруару 2010. године анонимни извор у руским органима за спровођење закона тврдио је да истражитељи познају убицу Естемирове. Ипак, убица није ухваћен, нити је идентификован организатор злочина.
Новинари Нове Газете заједно са друштвом за људска права Меморијал и Међународном федерацијом за људска права спроводе сопствену истрагу, а такође надгледају званичну истрагу. 

Према њима, главна верзија званичних истражитеља је да је Естемирову убио побуњеник Алказур Басхаиев, члан џемата у чеченском селу Шалажи. 15. јануара 2010. године, током претреса у кући Алхазура Башајева, истражитељи су пронашли велику залиху оружја, укључујући пиштољ који је кориштен за убиство Естемирове и фалсификовани полицијски документ са Башајевом фотографијом. 7. фебруара 2010. године пронашли су напуштени аутомобил ВАЗ-2107 за који је идентификовано да је аутомобил који је купио Башајев. У аутомобилу су пронашли потискивач направљен од истог материјала као и фрагмент пронађен на месту злочина.
Према званичним информацијама, Башајев је 13. новембра 2009. године убијен ваздушним ударом током специјалне операције коју је водио Адам Делимханов.
Новинари Нове Газете и активисти за људска права не слажу се са закључцима истражитеља и сумњају у масовно заташкавање:
- ДНК анализа материјала пронађеног на месту злочина не поклапа се са Алхазуром Башајевим или његовим рођацима.
- Односи између Башајева и званичног Кадировшија врло су сумњиви.
- Убиство Башајева није доказано. Сасвим је могуће да је жив и да су информације о његовој смрти биле заташкавање.
- Вероватно је да је пиштољ стављен у кућу Башајева након Башајеве смрти.